# سوسانا ماركوس ثيليثتينو
سوسانا ماركوس ثيليثتينو (من مواليد سلامنكا، 25 سبتمبر 1970) هي عالمة فيزياء إسبانية متخصصة في البصريات التطبيقية على الرؤية البشرية.
في مسقط رأسها، سلامنكا، درست وحصلت على شهادتي الليسانس والدكتوراه في العلوم الفيزيائية بامتياز من جامعة سلامنكا. بعد ذلك، تلقت تدريبًا ما قبل الدكتوراه كباحثة في المجلس الأعلى للبحوث العلمية (CSIC)، وكان أستاذها المشرف على أطروحة الدكتوراه هو البروفيسور بابلو أرتال. أكملت تدريبًا واسعًا ما بعد الدكتوراه في عدة مؤسسات مرموقة في أوروبا والولايات المتحدة. قضت ثلاث سنوات كباحثة ما بعد الدكتوراه في جامعة هارفارد بالولايات المتحدة. عادت إلى إسبانيا في عام 2000، انضمت إلى المجلس الأعلى للبحوث العلمية (CSIC) كعالمة باحثة، ثم تدرجت في المناصب لتصبح أستاذة باحثة.
وقامت بإدارة معهد البصريات "داثا دي فالديس" بين عامي 2008 و2012.
أدت أبحاثها في مجال تصوير وتشخيص العين إلى تطوير تقنيات جديدة في زراعة عدسة العين، بالإضافة إلى تحسين طرق اكتشاف مسببات الأمراض والتهاب العين. ومن بين التقنيات التي شاركت في ابتكارها، يبرز محاكي بصري لاختبار نتائج زراعة عدسة العين لعلاج قصور البصر الشيخوخي و إعتام عدسة العين، والذي يسمح للجراحين بتقييم النتائج المتوقعة قبل إجراء العملية. تم تطوير هذا الجهاز من قبل شركة 2EyesVision ، التي تعد سوسانا واحدة من مؤسسيها.
في يوليو 2021، تم تعيينها مديرة لمركز علوم الرؤية (CVS) في جامعة روتشستر، نيويورك، الولايات المتحدة.

## السيرة الأكاديمية والمهنية
- من عام 1993 إلى 1996، عملت كباحثة ما قبل الدكتوراه في قسم الرؤية والبصريات في معهد البصريات "داثا دي فالديس" التابع للمجلس الأعلى للبحوث العلمية (CSIC).
- من عام 1997 إلى 2000، قامت بدراسات ما بعد الدكتوراه كباحثة في معهد شيبنس لأبحاث العيون التابع لكلية الطب بجامعة هارفارد في بوسطن (ماساتشوستس، الولايات المتحدة الأمريكية).
- من عام 1999 إلى 2005، عملت كباحثة علمية في معهد البصريات التابع للمجلس الأعلى للبحوث العلمية (CSIC) في مدريد، إسبانيا.
- في عام 2005، تم تعيينها كعالمة باحثة معتمدة في المجلس الأعلى للبحوث العلمية (CSIC), حيث واصلت عملها في معهد البصريات.
- في عام 2006، ترقت لتصبح أستاذة باحثة في المجلس الأعلى للبحوث العلمية (CSIC)، وقامت بإدارة مجموعة البصريات المرئية والبيوفوتونيك في معهد البصريات.
- من عام 2008 إلى 2012، شغلت منصب مديرة معهد البصريات التابع للمجلس الأعلى للبحوث العلمية (CSIC).
- في عام 2012، تولت منصب مديرة مركز الفيزياء ميغيل أنخيل كاتالان التابع للمجلس الأعلى للبحوث العلمية (CSIC).

## الامتيازات والمناصب الاكاديمية

### المنح
- حصلت على المنح التالية في مجال البحث العلمي، وبشكل أكثر تحديداً في تخصصها
- 1992 منحة دراسية من المجلس الأعلى للبحوث العلمية. الموضوع: مقدمة في البحث.
- 1993 مجتمع البحث. جامعة سالامانكا.
- 1993-1996 الحصول على منحة ما قبل الدكتوراه هذه المدة الطويلة من وزارة التعليم الإسبانية.
- 1997 زمالة فولبرايت لما بعد الدكتوراه.
- 1997-1999 زمالة ما بعد الدكتوراه في علوم الحدود البشرية طويلة الأمد.
- 2001 زمالة مهنية للزائرين في جامعة كوينزلاند للتكنولوجيا.
- 2014 منحة دراسية من مؤسسة رافاييل ديل بينو لدراسة ”برنامج القيادة النسائية“ في مدرسة أليتير إسكويلا الدولية للتجارة.

### المشاركة في الجمعيات المهنية في مجال تخصصها والخدمات المجتمعية
- 2001. نائب رئيس المجموعة التقنية لتطبيقات علوم الرؤية التابعة لـ "جمعية البصريات الأمريكية".
- 2001-2003. رئيس المجموعة الفنية لتطبيقات علوم الرؤية، قسم الرؤية والألوان، جمعية البصريات الأمريكية (OSA).
- 2004-2008. رئيس اللجنة الوطنية لعلوم الرؤية، الجمعية الإسبانية للبصريات.
- 2003. رئيس قسم الصورة والرؤية، معهد البصريات التابع للمجلس الأعلى للبحوث العلمية(CSIC).
- 2008. عضو في ”لجنة البصريات الفسيولوجية والفيزياء النفسية البصرية“، جمعية أبحاث الرؤية وطب العيون.
- 2009-2012 مدير معهد دازا دي فالديس للبصريات، مركز (CSIC).
- 2011. عضو هيئة التدريس في اتحاد مدريد MIT M+Vision.
- 2012-2015 مدير متجول لجمعية البصريات الأمريكية (OSA).
- 2017-. نائبة رئيس اللجنة العلمية والفنية للوكالة الحكومية للبحوث (إسبانيا).